# Зіновські Виселки
Зіно́вські Ви́селки (рос. Зиновские Выселки, ерз. Зиновские Выселки) — присілок у складі Краснослободського району Мордовії, Росія. Входить до складу Мордосько-Паркинського сільського поселення.
Населення — 52 особи (2010; 57 у 2002).
Національний склад (станом на 2002 рік):
- росіяни — 95 %